# 3862 Аґекіан
3862 Аґекіан (1972 KM, 1980 KB2, 1980 KC1, 1984 KX, 3862 Agekian) — астероїд головного поясу, відкритий 18 травня 1972 року.
Тіссеранів параметр щодо Юпітера — 3,384.